# Иљушин Ил-78
Иљушин Ил-78 (НАТО назив Мидас) је четворомоторни авиотанкер намењен за допуњавање горива борбених авиона у лету. Заснован је на успешном тешком транспортеру Иљушин Ил-76. Први пут је полетео 1983, а данас га још производе у Ташкенту, Узбекистану.

## Пројектовање и развој
О авиотанкеру се у Совјетском Савезу размишљало још 1968. године али авион који је могао да пренесе само 10 тона горива није имао практичну вредност. Тек кад је постао доступан авион Иљушин Ил-76 са својим перформансама, поново је активиран пројект авиотанкера који добија ознаку Ил-78 у току 1982. године. Као основа за нови авиотанкер је послужио војни транспортни авион Иљушин Ил-76МД.
Прва модификација се састојала у томе да се у карго кабини поменутог авиона монтирају два померљива цилиндрична резервоара од 28.000 kg горива а у кабини стрелца инсталирана је инструментација и помоћни уређаји за танковање авиона у лету. Црева за танковање (или агрегат за пуњење) се налазе на крајевима крила и са леве стране репног дела трупа, тако да се могу истовремено пунити три ловца (у зависности од распона крила) или један велики стратешки бомбардер. Поред овога авион је опремљен системом за претрагу и комуницирање са авионима домета 300 km у лошим временским условима или у било које доба дана.
Капацитети авио танкера су били 60.000 до 65.000 kg горива на удаљености од 1.000 km од аеродрома са кога полеће авиотанкер или 32.000 до 36.000 kg на удаљености 2.500km. Брзина претакања зависи од режима дистрибуције горива и износи од 900 до 2.200 литара/минути.
Даљи развој авиотанкера је био Иљушин Ил-78М код кога је модификовано крило, повећана укупна полетна тежина са 190 на 210 t. а због смањења сопствене тежине авиона укинута су задња врата и избачена сва транспортна и опрема за превоз путника тако да је тежина умањена за 5 t., али се авион може користити искључиво као атиотанкер. Капацитети овог авиона су: 60.000 до 65.000 kg горива на удаљености од 1.800 km од аеродрома са кога полеће авиотанкер или 32.000 до 35.000 kg на удаљености 4.000km.

### Варијанте авиона Ил-78
- Ил-78 - основна производна верзија авиона са два преносива резервоара за гориво укупне тежине 85,72 тоне,
- Ил-78Т - потпуно иста варијанта као и Ил-78 с тим што је у авиону задржана опрема за руковање и манипулацију теретом,
- Ил-78М - верзија опремљена трима сталним резервоарима за гориво, бруто тежине 210 тона, нема теретна врата, задржана не функционална рампа, уведен 1987. године,
- Ил-78МЕ - извозна верзија авиона,
- Ил-78МКИ - варијанта прилагођена потребама индијске војске, авион има израелски систем за напајање горивом тако да истовремено може да пуни 6 до 8 СУ-30МКИ у једној мисији,
- Ил-78МП - варијанта прилагођена потребама пакистанске војске,

## Оперативно коришћење
Због специфичне намене овај авион није имао већу примену поредећи га са Ил-76 од кога је настао. Прве верзије ових авиона су биле опремљене преносивим резервоарима тако да је авион био универзалнији. У варијанти Ил-78Т су чак задржани кранови и опрема за манипулисање теретом што је доприносило универзалности авиона и његовом бољем искоришћењу, кад се избаце резервоари авион је служио као и сваки други Ил-76. Испочетка су ови авиони служили за превоз горива а касније су оспособљени за допуну горивом авиона у лету.

### коришћење у свету
Иљушин Ил-78 је авион који се користи искључиво за војне потребе. У свету га користи 8 војних оператора а Венецуела је у припреми. Највећи војни корисници су Русија, Украјина и Индија. Сви руски Ил-78 су базирани у средишњем делу Русије у бази Енгелс а припадају специјалном 203. „Орловском“ пуку.

## Земље које користе или су користиле овај авион
| - Алжир - Кина - Индија - Либија - Пакистан - Русија - Украјина - САД - Венецуела |

## Галерија
- Иљушин Ил-78МКИ индијског ратног ваздухопловства
- Кокпит авиона Иљушин-76 са посадом
- Силуета авиона
- Ил-78 при слетању
- Ил-78 из састава УСА ваздухопловства